# Salamuri

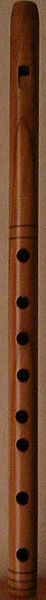

Salamuri (georgisch სალამური) ist eine Schnabelflöte, die in weiten Teilen Georgiens in der Volksmusik und in der klassischen Musik gespielt wird. Das früher aus Pflanzenrohr, heute aus Holz gefertigte, traditionelle Instrument der Hirten ist das am weitesten verbreitete, einheimische Blasinstrument des Landes. Eine randgeblasene Längsflöte wird abgrenzend ueno salamuri genannt. Als Vorläufer georgischer Flöten gilt der archäologische Fund einer Knochenflöte aus der Mitte des 2. Jahrtausends v. Chr.

## Herkunft und Verbreitung
In einem Grab des Samtavro-Klosters bei Mzcheta wurde 1930 eine beidseitig offene Flöte aus einem Schwanknochen gefunden, die vermutlich aus dem 15. bis 13. Jahrhundert v. Chr. stammt. Die Flöte lag mit Töpferwaren, Kleidern und anderen Gegenständen im Grab eines 14 oder 15 Jahre alten Jungen, mutmaßlich eines Schäferjungen. Die glatt polierte Oberfläche spricht für eine ausgereifte Formentwicklung dieses Flötentyps, der schon längere Zeit zuvor bekannt gewesen sein dürfte. Die Flöte ist 20 Zentimeter lang und besitzt einen Durchmesser von 10 Millimeter am oberen und 16 Millimeter am unteren Ende. Mit drei Fingerlöchern brachte die Flöte einen Tonumfang von einer Quarte hervor. Malkhaz Erkvanidze erkennt in diesem Fund den frühesten Nachweis des oktavischen georgischen Tonsystems, das demnach auf den absteigenden Tetrachorden der Flöte basiert. Möglicherweise konnte die Flöte unter verschiedenen Winkeln angeblasen werden und dadurch bis zu zehn Töne produzieren. Das Exemplar wird im Staatlichen Simon-Dschanaschia-Museum in Tiflis aufbewahrt.
Ein ähnlich altes georgisches Musikinstrument ist die bis heute in Swanetien vorkommende Winkelharfe tschangi (von persisch tschang), die zusammen mit damaligen Trommeln (alter Name bobghani) und einer verschwundenen Leier (georgisch knari, verwandt mit armenisch knar, abgeleitet von hebräisch kinnor) auf Bronzegefäßen aus dem 11./10. Jahrhundert v. Chr. dargestellt ist, die in den 1970er Jahren im Kaukasusgebirge bei Stepanzminda entdeckt wurden.
Die heutige Schnabelflöte ist über fast ganz Georgien verbreitet und wird, ihrer Herkunft als Schäferflöte entsprechend, hauptsächlich von Männern gespielt. Ein weiteres, sehr altes georgisches Blasinstrument ist im Westen des Landes die Panflöte larchemi (in der Region Mingrelien) oder soinari (in Gurien) mit sechs Pfeifen aus Pflanzenrohr. Gudastviri (in Adscharien tschiboni) ist die georgische Sackpfeife. Die duduki ist ein der armenischen duduk entsprechendes, zylindrisches, weich klingendes Doppelrohrblattinstrument und die pilili ist ein seltenes Einfachrohrblattinstrument, das nur in Adscharien vorkommt. Als laut und schrill klingende Kegeloboe wurde die orientalische zurna übernommen; aus dem weiten orientalischen Raum stammt auch die georgische Langtrompete buki.
Zu den Hirtenflöten in der Region gehören die randgeblasene armenische blul, als deren Vorläufer eine um 1000 v. Chr. datierte, aus einem Storchenbein gefertigte Flöte aus Garni und mehrere Vogelknochenflöten aus dem 5. Jahrhundert v. Chr. gelten, die in Dvin gefunden wurden. Noch älter sind Funde von Knochenflöten mit Kernspalt im südlichen Zentralasien, deren heutige Nachfahren aus einem kurzen Holz- oder Schilfrohr tulak oder ähnlich genannt werden. Kurze Hirtenflöten mit Kernspalt in Armenien und Aserbaidschan heißen tutak. Sie entsprechen in Form und Funktion der bulgarischen swirka und anderen Schnabelflöten auf dem Balkan.
Von den kurzen Schnabelflöten unterscheiden sich die längeren, randgeblasenen Flöten vom Typ der nay, tüidük, in Georgien die sehr alte ueno salamuri, auch nestvi (letzteres konnte in der Vergangenheit auch allgemein „Blasinstrument“ bedeuten), und in Abchasien acharpani.
Nach der Legende wird der Klang der einst aus Schilfrohr gefertigten salamuri mit dem Geräusch der sich im Wind wiegenden Grashalme, die über einem frischen Grab sprießen, verglichen. Bauern trösteten sich mit dem Flötenspiel in Zeiten der Trauer. Im Volksglauben soll nichts, auch kein Feuer, eine Rohrflöte zerstören können. Gott soll die Menschen mit der Flöte ausgestattet haben, was die Flöte, deren Klang dem Gesang der Vögel nahe kommt, zu einem himmlischen Instrument macht.

## Bauform
Die salamuri besteht aus einer 23 bis 26 Zentimeter langen Holzröhre mit fünf bis sieben, heute auch acht Fingerlöchern an der Oberseite und einem Daumenloch zwischen dem ersten und zweiten Fingerloch an der Unterseite. Der Lochabstand beträgt zwei Zentimeter. Ein Instrument mit sieben Fingerlöchern und einem Daumenloch produziert die diatonische Skala von einer Oktave: b (oder h), c’, d’, e’, f’, g’, a’, b’ (oder h’). Der Tonumfang kann durch Überblasen erweitert werden um: c’’, d’’, es’’, f’’, g’’, a’’, h’’, c’’’. Bei sechs Fingerlöchern beträgt der Tonvorrat: e’, fis’, g’, a’, h’, c’’, d’’, zu erweitern um: e’’, fis’’, g’, a’, h’, c’’’, d’’’. Als Holz wird häufig Walnuss oder Aprikose verwendet, das sorgfältig glatt geschliffen wird. Salamuri dieser Größe besitzen eine 1,2 bis 1,5 Zentimeter große, rechteckig eingeschnittene Anblaskante.
Daneben gibt es in Ostgeorgien einen randgeblasenen Flötentyp mit 38 bis 40 Zentimetern Länge und derselben Zahl an Fingerlöchern, der ebenfalls salamuri oder genauer ueno salamuri genannt wird. Das erste Loch ist 13 Zentimeter von der geraden Anblaskante entfernt und der Lochabstand beträgt drei Zentimeter. Die randgeblasene Flöte wird aus Schilfrohr, Holunder oder Aprikosenholz hergestellt. Durch Überblasen vergrößert sich der Tonumfang über eine diatonische Oktave hinaus. Ein Instrument mit sechs Fingerlöchern produziert ohne Überblasen: e’, fis’, g’, a’, h’, c’’, d’’.

## Spielweise

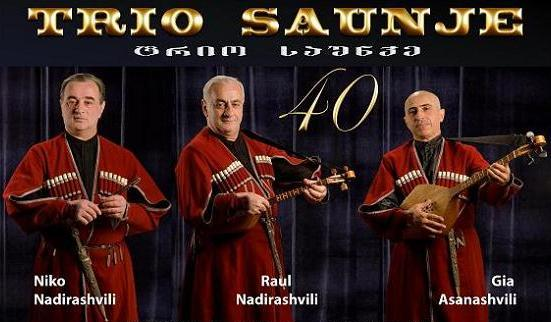
Trio Saunje mit einer salamuri, einer panduri prima und einer höher gestimmten panduri tenor

Die Finger der rechten Hand decken die oberen Löcher und das Daumenloch ab, die Finger der linken Hand die unteren Löcher. Georgische Musiker halten die Schnabelflöte für anspruchsvoller zu spielen und klangreicher als die Endkantenflöte. Überwiegend männliche Musiker spielen die salamuri. Die Melodien gehören zum Volksliedbestand der Schäfer. Häufig werden eine oder zwei salamuri unterschiedlicher Tonhöhe von der ebenfalls von Männern bevorzugten Zupflaute panduri und der Röhrentrommel doli begleitet. Die in schnellen Tonfolgen melodieführende salamuri gehört zum festen Instrumentarium georgischer Volksmusikensembles und begleitet sowohl lebhafte Tänze als auch freirhythmische, schwermütig-liebliche Melodien, die bei Tisch gesungen werden. Gelegentlich spielt ein Musiker zwei salamuri unterschiedlicher Tonhöhe zugleich.
Die Grundlage der georgischen sakralen Musik und der Volksmusik bildet der zwei- bis vierstimmige polyphone Gesang, der ohne instrumentale Begleitung oder mit Begleitung der panduri oder der eher von Frauen gespielten tschonguri aufgeführt wird. Anfang des 19. Jahrhunderts kamen westliche Musikinstrumente nach Georgien und in der Unterhaltungsmusik der Städte übernahm die Gitarre teilweise den Part der Saiteninstrumente. In der zweiten Hälfte des 19. Jahrhunderts entwickelten sich in der zentralen Region Imeretien mit dem kulturellen Zentrum Kutaisi neue Volkslieder aus Opernmelodien und russischen Liebesromanzen. Ab den 1930er Jahren kam es in der Georgischen Sowjetrepublik von Staats wegen zu einer Wiederbelebung der Volksmusik unter sozialistischen Vorzeichen; die Lieder waren musikalisch einfacher und verfolgten dafür eine propagandistische Zielsetzung. Gegenüber der bisherigen, rein vokalen Musik wurden nun Instrumentalstücke bevorzugt. In den Städten wurden neue große Orchester mit traditionellen Instrumenten gebildet. Diesen gegenüber wurden nachfolgend im ganzen Land kleine Instrumentalensembles mit der Standardbesetzung salamuri, tschonguri und panduri populär. Neben Volksmelodien spielen sie auch Stücke zeitgenössischer georgischer Komponisten und europäische klassische Werke. Das Jugendensemble Tetnuldi aus Swanetien trat Mitte der 1990er Jahre mit acht panduri und einer salamuri auf. Neben solchen größeren Ensembles mit einer oder zwei Flöten und mehreren, meist rhythmisch eingesetzten panduri kommt auch die Besetzung salamuri (oder duduki), panduri und Kesseltrommelpaar diplipito vor.